# Crucifix de la basilique Sainte-Marie-des-Anges d'Assise
Le Crucifix de la basilique Sainte-Marie-des-Anges d'Assise  est une croix peinte à tempera et or sur bois réalisée par Giunta Pisano vers 1230-1240 et conservée au musée de la Basilique Sainte-Marie-des-Anges d'Assise.
Le crucifix de type Christus patiens est signé à sa base : IUNTA PISANUS CAPITINI ME FECIT. 